# هيتاشيميسين
هيتاشيمايسين، المعروف أيضًا باسم ستوبوميسين، هو عديد ببتيد دوري تنتجه الستربتوميسيس الذي يعمل كمضاد حيوي. يُظهر نشاطًا سامًا للخلايا ضد خلايا الثدييات والبكتيريا موجبة الجرام والخميرة والفطريات، فضلاً عن النشاط الانحلالي يتم التوسط في ذلك من خلال التغييرات في غشاء الخلية والتحلل اللاحق.  نظرًا لنشاطه السام للخلايا ضد الخلايا والأورام في الثدييات، فقد تم اقتراحه لأول مرة كمضاد حيوي مضاد للأورام . 
اعتبارًا من عام 2007 ، لم يتم استخدامه في بيئة سريرية.